# Het rijk der zinnen
Het rijk der zinnen (Japans: 愛のコリーダ, Ai no korīda; Frans: L'Empire des sens) is een Japans-Franse dramafilm uit 1976 onder regie van Nagisa Oshima. Het verhaal is gebaseerd op waargebeurde feiten uit 1936, rond de Japanse vrouw Sada Abe.

## Verhaal
Een man begint een passionele liefdesaffaire met een bediende. Zijn relatie verandert al gauw in een seksuele obsessie, die zo groot is dat ze daarvoor zelfs bereid zijn om hun leven op het spel te zetten.

## Rolverdeling
| Acteur          | Personage      |
| --------------- | -------------- |
| Tatsuya Fuji    | Kichizo Ishida |
| Eiko Matsuda    | Sada Abe       |
| Aoi Nakajima    | Toku           |
| Yasuko Matsui   | Herbergier     |
| Meika Seri      | Matsuko        |
| Kanae Kobayashi | Oude geisha    |
| Taiji Tonoyama  | Oude bedelaar  |
| Kyoji Kokonoe   | Leraar Omiya   |
| Naomi Shiraishi | Geisha Yaeji   |